# 荷蘭歷史
| 欧洲低地国家的历史                                                                        | 欧洲低地国家的历史                                                                        | 欧洲低地国家的历史                                                                        | 欧洲低地国家的历史                                                                        | 欧洲低地国家的历史                                                      | 欧洲低地国家的历史                                                      | 欧洲低地国家的历史                                                      | 欧洲低地国家的历史                                                      | 欧洲低地国家的历史                                                      |
| ----------------------------------------------------------------------------------------- | ----------------------------------------------------------------------------------------- | ----------------------------------------------------------------------------------------- | ----------------------------------------------------------------------------------------- | ----------------------------------------------------------------------- | ----------------------------------------------------------------------- | ----------------------------------------------------------------------- | ----------------------------------------------------------------------- | ----------------------------------------------------------------------- |
| 弗里斯人                                                                                  |                                                                                           |                                                                                           | 贝尔盖人                                                                                  | 贝尔盖人                                                                | 贝尔盖人                                                                | 贝尔盖人                                                                | 贝尔盖人                                                                | 贝尔盖人                                                                |
|                                                                                           | 卡纳内 菲特人                                                                             | 沙马维人、土班特人                                                                        | 沙马维人、土班特人                                                                        | 比利时高卢 （前55年–约公元5世纪） 下日耳曼尼亚 （公元83年–约公元5世纪） | 比利时高卢 （前55年–约公元5世纪） 下日耳曼尼亚 （公元83年–约公元5世纪） | 比利时高卢 （前55年–约公元5世纪） 下日耳曼尼亚 （公元83年–约公元5世纪） | 比利时高卢 （前55年–约公元5世纪） 下日耳曼尼亚 （公元83年–约公元5世纪） | 比利时高卢 （前55年–约公元5世纪） 下日耳曼尼亚 （公元83年–约公元5世纪） |
|                                                                                           | 卡纳内 菲特人                                                                             | 撒利法兰克人                                                                              |                                                                                           | 巴达维人                                                                | 巴达维人                                                                |                                                                         |                                                                         |                                                                         |
| （无人定居） （约4世纪–5世纪）                                                            | （无人定居） （约4世纪–5世纪）                                                            | 撒克逊人                                                                                  | 撒利法兰克人 （约4世纪–5世纪）                                                            | 撒利法兰克人 （约4世纪–5世纪）                                          | 撒利法兰克人 （约4世纪–5世纪）                                          |                                                                         |                                                                         |                                                                         |
| 帕拉瓦王朝 （约6世纪–734年）                                                              | 帕拉瓦王朝 （约6世纪–734年）                                                              |                                                                                           | 法兰克王国 （481年–843年）—加洛林帝国 （800–843年）                                       | 法兰克王国 （481年–843年）—加洛林帝国 （800–843年）                     | 法兰克王国 （481年–843年）—加洛林帝国 （800–843年）                     | 法兰克王国 （481年–843年）—加洛林帝国 （800–843年）                     | 法兰克王国 （481年–843年）—加洛林帝国 （800–843年）                     | 法兰克王国 （481年–843年）—加洛林帝国 （800–843年）                     |
| 帕拉瓦王朝 （约6世纪–734年）                                                              | 帕拉瓦王朝 （约6世纪–734年）                                                              | 奥斯特拉西亚 （511年–687年）                                                              |                                                                                           |                                                                         |                                                                         |                                                                         |                                                                         |                                                                         |
|                                                                                           |                                                                                           |                                                                                           |                                                                                           |                                                                         |                                                                         |                                                                         |                                                                         |                                                                         |
|                                                                                           |                                                                                           |                                                                                           |                                                                                           |                                                                         |                                                                         |                                                                         |                                                                         |                                                                         |
| 中法兰克王国 （843年–855年）                                                              | 中法兰克王国 （843年–855年）                                                              | 中法兰克王国 （843年–855年）                                                              | 中法兰克王国 （843年–855年）                                                              | 中法兰克王国 （843年–855年）                                            | 西 法兰克王国 （843年–）                                                |                                                                         |                                                                         |                                                                         |
| 洛泰尔王国 （855年–959年） 下洛塔林吉亚公国 （959年–）                                    |                                                                                           |                                                                                           |                                                                                           |                                                                         | 西 法兰克王国 （843年–）                                                |                                                                         |                                                                         |                                                                         |
| 弗里西亞                                                                                  |                                                                                           |                                                                                           |                                                                                           |                                                                         |                                                                         |                                                                         |                                                                         |                                                                         |
| 弗里西亚 自由时期 （11世纪–16 世纪)                                                       | 荷兰 伯国 （880年– 1432年）                                                               | 乌得勒支 主教区 （695年–1456年）                                                          | 布拉班特 公国 （1183年–1430年） 海尔德 公国 （1046年–1543年）                             | 布拉班特 公国 （1183年–1430年） 海尔德 公国 （1046年–1543年）           | 佛兰德 伯国 （862年– 1384年）                                           | 埃诺 伯国 （1071年– 1432年） 那慕尔 伯国 （981年– 1421年）              | 列日 主教区 （980年– 1794年）                                           | 卢森堡 公国 （1059年– 1443年）                                          |
|                                                                                           | 勃艮第属尼德兰 （1384年–1482年）                                                          |                                                                                           |                                                                                           |                                                                         |                                                                         |                                                                         |                                                                         |                                                                         |
|                                                                                           | 哈布斯堡尼德兰 （1482年–1795年） （1543年后称十七省）                                     |                                                                                           |                                                                                           |                                                                         |                                                                         |                                                                         |                                                                         |                                                                         |
| 尼德兰七省共和国 （1581年–1795年）                                                        | 尼德兰七省共和国 （1581年–1795年）                                                        | 尼德兰七省共和国 （1581年–1795年）                                                        | 尼德兰七省共和国 （1581年–1795年）                                                        | 西属尼德兰 （1556年–1714年）                                            | 西属尼德兰 （1556年–1714年）                                            | 西属尼德兰 （1556年–1714年）                                            |                                                                         |                                                                         |
|                                                                                           |                                                                                           |                                                                                           |                                                                                           | 奥属尼德兰 （1714年–1795年）                                            |                                                                         |                                                                         |                                                                         |                                                                         |
|                                                                                           |                                                                                           |                                                                                           |                                                                                           | 比利时合众国 （1790年）                                                 | 比利时合众国 （1790年）                                                 | 比利时合众国 （1790年）                                                 | 列日 共和国 （1789年– 1791年）                                          |                                                                         |
|                                                                                           |                                                                                           |                                                                                           |                                                                                           |                                                                         |                                                                         |                                                                         |                                                                         |                                                                         |
| 巴达维亚共和国 （法国傀儡国，1795年–1806年） 荷兰王国（法） （法国傀儡国，1806年–1810年） | 巴达维亚共和国 （法国傀儡国，1795年–1806年） 荷兰王国（法） （法国傀儡国，1806年–1810年） | 巴达维亚共和国 （法国傀儡国，1795年–1806年） 荷兰王国（法） （法国傀儡国，1806年–1810年） | 巴达维亚共和国 （法国傀儡国，1795年–1806年） 荷兰王国（法） （法国傀儡国，1806年–1810年） | 属法兰西第一共和国 （1795年–1804年） 属法兰西第一帝国 （1804年–1815年） | 属法兰西第一共和国 （1795年–1804年） 属法兰西第一帝国 （1804年–1815年） | 属法兰西第一共和国 （1795年–1804年） 属法兰西第一帝国 （1804年–1815年） | 属法兰西第一共和国 （1795年–1804年） 属法兰西第一帝国 （1804年–1815年） | 属法兰西第一共和国 （1795年–1804年） 属法兰西第一帝国 （1804年–1815年） |
|                                                                                           |                                                                                           |                                                                                           |                                                                                           |                                                                         |                                                                         |                                                                         |                                                                         |                                                                         |
| 联合尼德兰主权公国 (1813年–1815年)                                                        |                                                                                           |                                                                                           |                                                                                           |                                                                         |                                                                         |                                                                         |                                                                         |                                                                         |
| 荷蘭聯合王國 （1815年–1830年）                                                            | 荷蘭聯合王國 （1815年–1830年）                                                            | 荷蘭聯合王國 （1815年–1830年）                                                            | 荷蘭聯合王國 （1815年–1830年）                                                            | 荷蘭聯合王國 （1815年–1830年）                                          | 荷蘭聯合王國 （1815年–1830年）                                          | 荷蘭聯合王國 （1815年–1830年）                                          | 荷蘭聯合王國 （1815年–1830年）                                          | 卢森堡 大公国 (1815年–)                                                 |
| 荷兰王国 （1839年–今）                                                                    | 荷兰王国 （1839年–今）                                                                    | 荷兰王国 （1839年–今）                                                                    | 荷兰王国 （1839年–今）                                                                    | 比利时王国 （1830年–今）                                                | 比利时王国 （1830年–今）                                                | 比利时王国 （1830年–今）                                                | 比利时王国 （1830年–今）                                                | 卢森堡 大公国 (1815年–)                                                 |
|                                                                                           |                                                                                           |                                                                                           |                                                                                           |                                                                         |                                                                         |                                                                         |                                                                         | 卢森堡 大公国 （1890年–今） （完全独立）                                |

荷蘭地區在羅馬帝國時期歸屬高盧以及下日耳曼行省，當時這塊地區有廣義的日耳曼部落，而南部有高卢人，高盧人後來佔領這塊地區並建立法蘭克王國墨洛溫王朝。
中世紀時期，這些沿著北海的低地國家成為神聖羅馬帝國的領地，之後伴隨哈布斯堡王朝的勢力興起，這個地區又轉為他們的勢力範圍，隨著查理五世的兒子菲利浦二世在1556年出任西班牙國王，哈布斯堡也一分為二，同時荷蘭人各自舉事，后发展为1568年至1648年的八十年戰爭。在脫離西班牙哈布斯堡王朝统治而獨立後，荷兰开启了其黄金时代。
1795年荷蘭被法國入侵而亡國，直到1815年滑铁卢战役之後，諸國召開維也納會議，其中確立荷蘭由奧倫治家族統治，並確立荷蘭王國的建立，然而在這個時期自由主義的興起，王族的統治受到挑戰，在1840年－1848年間荷蘭逐步建立議會民主的體制，與此同時南尼德蘭爆發革命宣布獨立。
近代荷蘭王國在貿易上仍是巨大的殖民帝國，殖民統治維持荷蘭穩健的經濟，在二次大戰後荷蘭逐步邁入現代國家的歷程。

## 荷蘭地貌變化歷程
荷蘭人運用先進的科技不斷把低地區架高、以及填海造陸擴張陸地面積，還有自然的地貌作用，以至於地貌不斷的變化。
| 公元前55000年 | 公元前3850年 | 公元前2750年 | 公元前500年 | 公元50年 | 海灘與沙丘 沙坪、泥灘和鹽沼 泥炭沼澤以及淤積地區) 山谷主要河川 河積沙丘 開放水域(海域、潟湖以及河流) 更新世地貌(> -6 m) 更新世地貌( -6 m - 0 m) 更新世地貌( 0 m - 10 m) 更新世地貌( 10 m - 20 m) 更新世地貌( 20 m - 50 m) 更新世地貌( 50 m - 100 m) 更新世地貌( 100 m - 200 m) |

## 史前

### 狩獵時代（ 約前20，000 年至約前5000年）
荷蘭地區早在冰河期就有人類活動，最早的考古遺址是在霍荷芬（Hoogeveen）出土的神器，在冰河時代末期，荷蘭出現植被稀少的苔原地形，以至於最早的人類聚落是以狩獵為生，在冰河時代結束時已經有不少舊石器時代的部落居於此地。在靠近弗里斯蘭（Friesland）有前8000年中石器時代當時人類的穴居遺址出土 ，利用碳-14的分析法，可以鑑定出這些遺物的年代是前8200年到前7600年，這些遺物現今被收藏於德倫特博物館。在狩獵時代這塊地區於前5600年逐漸被斯維夫特班特（Swifterbant）文明所主導，他們沿著河流以及開放的水域組成強盛的聯盟，之後他們又被南方興起的Ertebølle文明（前5300年-前4000年）所取代，在他們的西方一支狩獵部落也漸漸的興起。

### 農業時代（約前5000年-前4000年）
大約前5000年荷蘭地區隨著利尼爾陶器聞名而出現了農業，他們可能也是中歐最早的農夫，這支文明是從非常南方的林堡地區遷移過來，農夫竭盡所能的耕種這片地區因為這裡缺少大型可用的耕種動物，作為可耕作的工具。也有些證據開始證明這個國家西邊出現定居的現象，這些人類在前4800年到前4500年出現爾偶會切換畜牧的經濟型態，不過可以確定的是他們有原始的農業社會發展型態，大約是在前44世紀到前41世紀，他們爾偶也會引進少量的特殊作物演變成大規模種植的經濟型態。

### 手工藝時代和其他文明（約前4000年-前3000年）
手工藝文明是從丹麥經由今日德國北部傳入荷蘭北部，在這個時期荷蘭的史前歷史逐漸被建構起：石墓、巨石遺址，這些遺跡在德倫特（Drenthe）被發現，而這些遺跡的大約在前4100年-前3200年。
在西方弗拉爾丁恩（Vlaardingen）文明出現，大約在前2600年出現，它象徵荷蘭逐漸邁入新石器時代。

### 陶瓷器時代以及貝爾波克文明（約前3000年-前2000年）
大約前31世紀手工藝文明的發源地轉轉變成游牧文明，這個轉變的成因一直都是爭議的關鍵點，在兩代的時間裡文明和宗教就如此的轉變，而主要的發展成因都離不開東邊日耳曼人移民。貝爾波克文明（Bell Beaker culture）也在同時出現於荷蘭地區。這兩支文明都不是原始的荷蘭人，但他們是泛歐洲的種族，他們從北歐和中歐逐漸拓展到荷蘭地區。在前2400年這段期間輪子也開始被使用，銅也在這個時期被採用，各種器具如：石製鐵砧、銅製小刀以及銅矛都在今日費呂沃（Veluwe）地區被發現，銅器的發現展示了荷蘭地區的原始人早就和其他歐洲地區的居民發展交易行為，因為荷蘭地區並沒有銅這個金屬。

### 青銅器時代（約前2000年-前800年）
青銅器時代大約在前2000年到前800年開始，最早的青銅器遺址在瓦赫寧恩（Wageningen）出土( （页面存档备份，存于）)，在其他地方也陸續出土比較後期的青銅器遺跡，比較具有價值的是在福爾斯霍滕（Voorschoten）所出土的遺址，其最具能代表青銅器時代的特色。在該時期出土的物件包含了刀、劍、斧和手鍊。而出土最多青銅器時代遺址的地方是德倫特（Drenthe），甚至找到當時居民與較遠地區貿易網絡的證據，而最大的出土遺跡－水桶（荷蘭語：situlae）也在該地所發現，而會生產那種器具的地方，則是在今日法國的東邊以及瑞士地區，當時的聚民就如同之後的羅馬人和希臘人，把這些水桶用來裝酒或著是水，在考古的遺物中也發現當時的貴重物，例如錫珠所串成的項鍊，該地也被認為是那時候荷蘭在青銅器時代的交易中心。

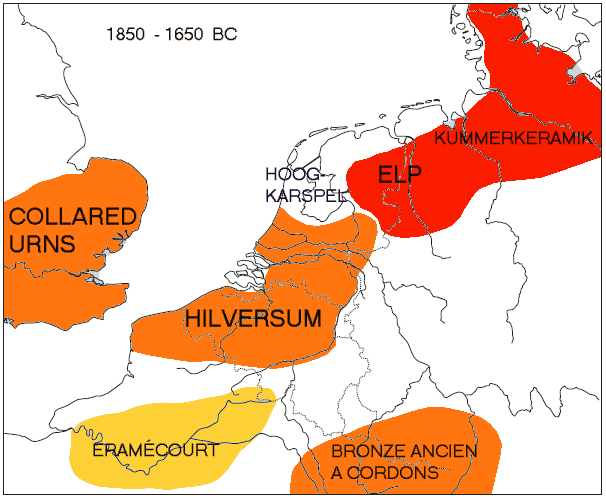
青銅器文明的分布圖

逐漸進步到青銅器時代的貝博文波克文明（前2100年-前1800年），在公元前的第二個千禧年，他們的邊界已經拓展到大西洋、北歐和萊茵河之間。
在前1800年到前800年北方出現依利波文明，他們是一隻青銅器時代的農業文明，就是庫默爾陶瓷（Grobkeramik）的生產地，而最具特色的遺址則是他們的古墓（前1800年到前1200年），其與德國以及斯堪地那維亞的古墓文化相似，足以證明兩地之間有所交流，也是受中歐古墓文化影響的例證（公元前1600年到公元前1200年），在前1800年到前800年他們的南邊希爾弗瑟姆（Hilversum）也開始興起，他們則是先前被博文波克文明的繼承者。

## 羅馬統治之前（前800年-前58年）

### 鐵器時代
[鐵器時代]帶動那時候荷蘭地區的繁榮，荷蘭全境遍布著鐵礦，甚至在北方的沼澤地區也都蘊藏礦產，天然的鐵礦在費呂沃（Veluwe）而所謂的紅鐵則在布拉班特的河域出產，鐵匠這種行業也因為製造器具的需求大增而出現，所生產的器具包含斧、刀、針、箭以及劍，甚至有人以大馬士革鋼製成劍，其劍是採用先進的鍛造方法而融合有彈性的鐵礦而做出的鋼鐵。奧斯有約在前500年的塚出土，而其規模就如同西歐地區的類型，而其被稱作為「王」塚，裡面的陪葬物件就包含鐵劍以及黃金製品。就在羅馬人快入侵的前幾個世紀，北方有支可能是日耳曼部落的占據原本伊利浦文明，被稱作荷普斯丹文明。而南方則被哈爾施塔特文明（Hallstatt culture）所影響著，以及受到拉登文明（La Tène culture）的同化，而西南方也大量湧入日耳曼部落，這些文明在凱薩來臨之前在荷蘭地區各雄踞一方。

### 日耳曼部落的遷入
最初的日耳曼部落是居住在北方斯堪地那維亞等地區（沒遷徙到其他地方的就成為今日北歐人的先祖－維京人），儘管荷蘭地區在鐵器時代就已經有人類居於此地，大約在前850年到前760年，最遲到前650年日耳曼人開始大規模的遷徙，這些日耳曼部落把他們的農業文化也帶到西歐地區，最具規模的日耳曼人就是今日的德國人。大約在前250年這些移民開始相互融合，一個新的文明又在這邊誕生。其中一支部落今日被叫做「北海日耳曼人」，他們住在今日荷蘭的北部依北海畔而居，他們使用的語言被學者稱作北海日耳曼語，他們也是日後兩隻民族的先祖－佛里斯蘭人和薩克遜人。第二之民族現在叫做藍尼－「霍瑟日耳曼人」，他們居住在荷蘭南部，學界認為他們後來就是法蘭克人的祖先,另一部分就是現代荷蘭人的祖先，這些荷蘭人的祖先使用古法蘭克語，最後這個語言變成今日的荷蘭語。

### 凱爾特人
凱爾特文明最初位於今日中歐的奧地利，在拉登時代他們開始進入到荷蘭南方，也就是當時的高盧北界。
2005年3月17日在荷蘭的林堡省發現凱爾特的錢幣，其材質是金、銀混合，而大約存在於前50年到20年，2008年10月在馬斯垂克發現39枚金幣,70枚銀幣，金幣則是早年的高盧人在使用，這些貨幣通用於今日荷蘭的中南部，考古學家發現那些貨幣都是在該地的河流發現，而推測當時的居民深受拉登文明的影響，也就是說當時的荷蘭也受到凱爾特人的影響，而當時凱爾特人又受到高盧人和日耳曼人影響。
凱爾特人的影響層面包含姓名、農業。
羅馬帝國時期之後的民族大遷徙時代，大約一世紀的時候這些住在荷蘭南部的凱爾特人都消失得無影無蹤。近代的觀點在荷蘭儘管在青銅器時代深受凱爾特人影響，但是在鐵器時代後並未被凱爾特文化實質取代

## 羅馬帝國时期
古代的尼德蘭（低地）在萊茵河的下游以南是羅馬帝國領土，以北是法蘭克人和弗里斯蘭人等居住的土地。
尼德蘭在前58年時，受到凱薩率領的羅馬帝國軍進攻，並被編入為帝國最北方的地區（請參考：高盧戰爭）。但是帝國軍並無法完全平定尼德蘭北部的弗里斯蘭。帝國沿著萊茵河作為北界，莱茵河南的地区先是属于“比利时高卢”省，后归于“日耳曼行省”。在此下日耳曼屬州的邊境建造要塞和城市，其中最重要的都市包括烏德勒支、奈梅亨、馬斯垂克等最早都是在此時被紀錄於文獻上。
这里的北部地区居住着许多日耳曼部落，南部则是高卢人，而这些高卢人在移民时期也融合许多日耳曼部落，其中撒利恩法兰克人从这里迁移到高卢，并在五世纪建立起强大的墨洛温王朝。

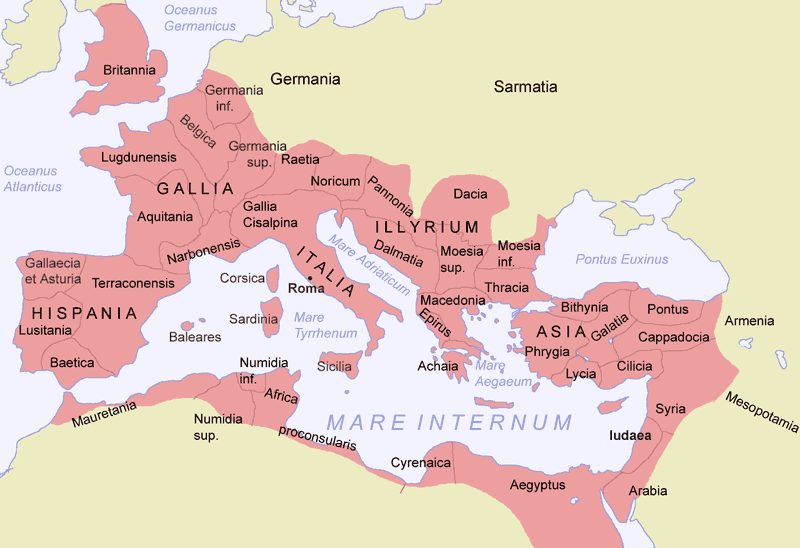
西元120年左右的羅馬帝國版圖

## 中世纪：法國與勃艮第統治時代
在中世紀初期，低地国家（大约包括现在的比利时、荷兰、德国西部部分地区法国北部部分地区）遍布著各個封建諸侯領地，一開始這裡最大的勢力是法蘭克人建立的墨洛溫王朝，後來權力逐漸被其世襲宮相所取代，最終宮相家族建立加洛林王朝，在查理曼繼位之後版圖大幅擴張史稱查理曼帝國，然而查理曼過世後帝國三分低地國家被劃分到西法蘭西王國境內，可惜法蘭西國在多次權力鬥爭後，法蘭西公爵兼巴黎伯爵雨格·卡佩奪位成功建立卡佩王朝，隨後卡佩王朝無子嗣可以繼位，故從旁系血親繼成法王是為瓦盧瓦王朝，也在這個王朝的時候法王分封近親為勃艮第公爵，連同低地國家也備授予公國之中。

## 神聖羅馬哈布斯堡王朝統治時代
1477年，勃艮第公爵大膽查理在南錫戰役中陣亡，因無男嗣以致勃艮第公國隨後被法國兼并。同年查理之女瑪麗與奧地利的馬克西米連大公結婚。這樁婚姻使哈布斯堡王朝得到被稱做「勃艮第遺產」的勃艮第公國的殘餘部分，其中包含最重要的尼德蘭領地。因此尼德蘭等低地國家被併入哈布斯堡統治的神聖羅馬帝國。

### 查理五世
神聖羅馬帝國皇帝查理五世和尼德蘭地區的淵源頗深。早在公元1500年他出身在法蘭德斯的城市根特，他早年的生活十足的受到勃艮第公國的低地國家文化所影響，輔導他的師傅就是當地人，而其師日後也成為他繼位後的首任宰相，他甚至扶植當時的烏特列支主教為教宗，也就是日後的哈德良六世。公元1506年開始繼承其父的勃艮地公國的領地，也就在這個時候荷蘭地區被劃歸為哈布士堡王朝之下的西班牙帝國，查理也成為當代歐洲最有權勢之人，低地國家也突現在神聖羅馬帝國中的重要性，因為貿易和工業的健全發展，凸顯這個地區城市的成為帝國重要的資產。
查理在任內大幅擴張勃艮第公國的領土，他將圖爾奈、烏特列支、格羅寧根等七省聯盟並入帝國版圖，當查裡還小時，他的阿姨瑪格麗特在公元1515年前擔任其監護人，然而在查理之父逝後瑪格莉特旋即向法國乞援，要求法國派軍保障他擔任法蘭德斯的國王，在公元1528年他們和法國終於爆發衝突。公元1548年也就是他退位的前八年，查理授與荷蘭地區的十七個省成為獨立的實體，目的在於把他們做為法國和神聖羅馬帝國的貿易中樞，當然名義上的獨立並不落實，但是允許他們擁有自主權。從公元1515年到公元1523年，查理治下的尼德蘭境內爆發佛芒斯人起義，高爾人企圖建立自己的國家，戰亂擴及尼德蘭東北以及德意志西北，在十六世紀末葉，高爾的軍隊一度占領全部的勃艮第公國的尼德蘭地區，最著名的會戰就爆發在海牙。

### 宗教改革
宗教改革也大大的影響到尼德蘭地區的歷史，特別是他們的西部以及北部地區，宗教改革大致上可分成三個發展階段：
- 第一波：16世紀馬丁·路德發起的德意志宗教改革。
- 第二次由再洗禮派領導的宗教改革，影響荷蘭省以及佛里斯蘭省，再洗禮派是個激進的教派，他們自認自己的教義接近《新約聖經》的啟示錄，他們拒絕墨守成規的道路轉而吸收新的教民，以致造成相當的混亂，一位再洗禮派信徒賽蒙他創建門諾會，另一位再洗禮派信徒則搖身一變為新城市的統治者，這座城市是基督徒理想中的新耶路撒冷城，公元1578年再洗禮派聯合七省聯盟籌組布魯塞爾聯盟，再洗禮派成為今日英美地區浸信會的雛形。
- 第三波宗教改革是由喀爾文教派所主導，喀爾文主義大約在十六世紀60年代傳到荷蘭，而法蘭德斯地區影響甚鉅。從菲利普二世擔任西班牙國王開始，支持西班牙宗教裁判所，喀爾文派在當時飽受迫害，公元1566年爆發國家級的危機，起因是八十年戰爭，結果在公元1572年荷蘭省和西蘭省被喀爾文派信徒所占領，這也是日後荷蘭獨立的潛在因素。

最後在荷蘭獨立前夕，除了阿姆斯特丹以外的北部地區都改宗新教，導致之後北部寧願在政治事務進行妥協，也不願叛教，南部遭受激進加爾文主義分子的破壞，導致最後又重新接受天主教信仰並得到西班牙國王的寬恕，因此導致最後荷蘭北部七省獨立。

## 西班牙哈布斯堡王朝統治時代

### 腓力二世
腓力二世從其父查理繼承龐大的領土，然而他不像他父親出身於根特（位於今日的比利時），腓力二世並不常居住在低地國（他只住了四年），當公元1559年八月七日他離開尼德蘭，他任命瑪格莉特為公爵並出任尼德蘭總督，而瑪格莉特是他的異母妹妹，因為他已經沒有新的近親可以封為總督。

### 戰爭的序幕
尼德蘭對西班牙帝國而言是個重要的資產，特別是公元1559年和法國的條約簽訂後，在這個條約簽訂前的四十年間（公元1521年-公元1559年），西、法兩國已經持續曠日廢時的戰事，以這個條約為分水嶺，這兩個國家先前的主戰場並不只在義大利，而是遍及整個歐洲北部，西班牙為了保有整個尼德蘭和法國發生衝突，然而法國還是佔領尼德蘭的南方（今日的比利時）。
伴隨戰爭中許多因為條約衍伸出兩國間的議題，已經沒有容許西班牙繼續滯留尼德蘭的原因，因此尼德蘭的當地居民開始萌生尋求和平時光的念頭，他們這樣做有個很大的誘因就是要保護產業利益，當時漁業就是尼德蘭重要的經濟部分，很可惜今日荷蘭的漁船就只剩下兩千艘，西班牙儘管不再有尼德蘭地區有軍事優勢，但仍然是荷蘭最大的貿易顧客
荷蘭曾經商品滿天下，尼德蘭從西班牙購買羊毛後加工出口，他們和英格蘭的貿易總額高達兩百四十萬，大部分的出口都到英格蘭，而利潤只有荷蘭享有，因為商品都在荷蘭所生產，此時的荷蘭已經逐漸邁入黃金年代，班特和法蘭德斯成為日後共和國時期最富裕的港口，西班牙當然無法容忍這隻肥羊不把利潤和母國分享，然而這個經濟問題日後和宗教因素和流成為更大的問題。
由於腓力懼於低地國家宗教改革的成功，新教喀爾文派受到低地國家的擁戴，腓力企圖迫害喀爾文教徒以及加強政府的權力，司法制度以及稅制讓他在該地更不受歡迎，公元1567年阿爾瓦公爵被任命為低地國家的總督，實際上是受命鎮壓尼德蘭資產階級革命。阿爾瓦在尼德蘭實行恐怖政策。他設立一個特別法庭，稱之為「除暴委員會」，然而人們更經常以「血腥委員會」來稱呼它。大約有18,000名荷蘭人被這個法庭定罪並處決，財產遭到沒收；在被處死的人中包括著名的弗蘭芒政治家拉莫拉爾·埃格蒙特伯爵（1568年）。阿爾瓦率領西班牙軍隊擊潰弗蘭芒人，於1568年12月22日攻陷布魯塞爾。但是，他的血腥統治反而加劇荷蘭人的反抗，以致腓力二世不得不於1573年將他召回。

## 八十年战争與烏特列支同盟
1556年帝国皇帝查理五世（1519年－1556年在位）退位，将西班牙和北方七省分给他的儿子腓力二世，将奥地利等其他地区以及哈布斯堡王朝正统分给他的弟弟斐迪南一世。就这样，北方省属于西班牙王国。
1568年，因反抗西班牙国王的中央集权和对新教加尔文派的迫害，爆发北方省反抗西班牙的八十年战争。1579年北方省中的七省（現在荷蘭、比利時和卢森堡的區域）有感於共同情勢面臨惡化，因此不得不拋棄前嫌成立乌特列支同盟，共同反对西班牙统治。这被认为现代荷兰的开始。1581年7月26日，联盟正式宣布独立。战争在继续，直到1648年西班牙国王菲利普四世才签订《明斯特条约》，承认七低地（尼德蘭）／七省聯合共和國（Republiek der Zeven Verenigde Nederlanden/Provinciën）。

## 荷蘭共和國
荷蘭在脫離西班牙統治，在八十年戰爭時成立烏特列支同盟，擊敗西班牙人建立起獨立國家後，七省決定建立尼德蘭七省聯合共和國，簡稱荷蘭共和國。在共和國時代歷經荷蘭最輝煌的黃金時代，以及在隨後與英國爭霸的英荷戰爭；然而因為消耗太多精力與法國對抗（參見西班牙王位繼承戰爭），在18世紀初就放棄爭霸理念。當18世紀歐洲強國都因競爭而進步時，放棄競爭的荷蘭，先是在1780-1784年的第四次英荷戰爭被打垮，後來是在法國大革命時，於1795年被法軍征服，共和國於焉滅亡。

### 黄金时代

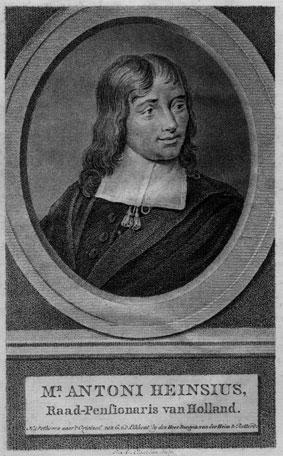
荷蘭黃金時代末期的大議長安東尼·海因斯。18世紀頭二十年的荷蘭領袖，是西班牙王位繼承戰爭的靈魂人物，任期內見證聯省共和國最後的輝煌與衰落

從西班牙獲得獨立之後，17世紀荷蘭發展成為航海和貿易強國。1602年成立的荷蘭東印度公司，自此壟斷亞洲貿易長達兩百年。1609年，阿姆斯特丹証券交易所成立，亦是証券與股票市場上的一大進步。荷蘭在世界各地建立殖民地和貿易據點。十七世紀也因此在荷蘭被稱為“荷蘭黃金時代”（廣義來說是1585-1713年，狹義來說是1585-1672年）。

### 英荷战争
独立后的荷兰迅速成为海上强国，这引起英国的忮忌与竞争。1651年10月，克伦威尔领导的英吉利共和国议会通过第一个保护英国本土航海贸易垄断的法案（航海法），规定英国及其英国殖民地的货物进出口运输必须由英国本土轮船来运输。因此在1652年到1674年之间，英荷之间发生三次海戰。雖然荷蘭只有在第一次英荷戰爭被打敗，後兩次可說是取得小勝，但因為法國在其中漁翁得利並大舉來犯，最后的结果是荷兰的海上力量遭受巨大的限制。其歐洲第一強的海軍地位，先是在1680年代被法国取代，後是在1692年被英國超越。荷蘭雖藉由1688年的光榮革命，與英國結盟並得以在1702年的維哥灣海戰，摧毀法國與西班牙的海上勢力；但在西班牙王位繼承戰爭中和法國激烈的陸戰耗盡荷蘭的競爭雄心，在1713年後只得拱手把海上霸權讓給英國，永遠放棄海權爭霸的念頭。

## 拿破崙法國時期
1795年荷兰被皮什格鲁将军率领的法國革命军佔領，成立巴達維亞共和國，在拿破崙一世在位時期，將荷蘭封予其弟路易·波拿巴，在1810年至1813年荷蘭被分割成為拿破崙法國兩個行省，直到1815年拿破崙倒臺，法軍佔領結束。

## 荷兰王国

欧洲 - 1815

### 王國建立與憲法體制
1815年法國佔領被結束後，荷蘭和現在的比利時、盧森堡組成荷蘭王國（Het Verenigd Koninkrijk der Nederlanden）。建國的完整過程如下，當奧倫治家族流亡英國的王子威廉‧腓特烈於 1813 年回到荷蘭後，領導國內政局的保守派領袖馮‧荷登杜普（van Hogendorp）與憲法起草委員會成員很快地生出憲法初稿。經過迅速地修改與表決，荷蘭王國於 1814 年 3 月 29 日頒布其王國憲法。
從 1815 年以來，這部荷蘭王國憲法一共歷經修憲 15 次，但只有兩次撼動國家根本的憲政框架。頭一次是 1848 年的修憲，確立荷蘭疆土不再包括獨立後的比利時、經直接選舉產生的下議院國會，以及部長向議會而非國王負責的制度，大幅削弱國王權力。另一次則是 1917 年修憲，確立「比例代表制」的國會組成與成年男性普選權（女性普選權也在兩年後開始實施）。

### 1814年憲法特色
1814 年憲法的特色之一，是確立荷蘭王國為由君主統治的政體，行政權屬於君主，各部大臣向君主負責，而非向議會負責。第二項特色，是新增另一個國會，確立荷蘭王國乃以兩院制國會（bicameral parliament）為主體的政體，由上、下議院各 55 名議員組成。下議院可以提出或修正議案，上議院只能同意或反對，無議案修改權，但國王仍有權力作最終決定。針對如何選舉議員的機制與辦法，憲法中沒有太明確的規定。特別是上議院議員，常由國王指派南北尼德蘭各省的貴族擔任。有人因此批評上議院議員不過是國王的代言人，而且還是「國王的動物園」。
荷蘭王國 1814 年憲法的第三項重點，是確立由國家而非教會來承擔現代教育的責任。換句話說，這個設計等於在切割天主教勢力，將「學校」融入國家教育體制之中。
當拿破崙兵敗滑鐵盧、拿破崙法國瓦解後，歐洲列強國家於1815年召開的維也納會議上，為了讓強權國家（特別是英國、普魯士與法國）之間有足夠的緩衝區域以維繫權力平衡，各國高層技巧地將南尼德蘭與北尼德蘭合併，威廉‧腓特烈於是成為荷蘭國王威廉一世以及盧森堡大公（Grand Duke of Luxembourg），統治範圍遍及今天的荷蘭、比利時與盧森堡。

### 1830年比利時獨立
不過，畢竟南尼德蘭十省與北尼德蘭七省之間，早已累積許多歷史發展帶來的分歧，並廣泛體現在政治、經濟、宗教與語言等不同面向。在政治上，南方許多自由派人士反對威廉國王進行中央集權的統治。在經濟上，商業貿易取向的北尼德蘭希望降低關稅，但南尼德蘭則因為要保護原先的工業發展（例如紡織工業與礦業），希望提高關稅。在宗教上，南方以天主教徒居多，於北方喀爾文主義的「商人國王」（the Merchant King）威廉一世可說相當感冒。由國家教育取代教會學校的命令一下，更引起南方的不滿。在語言方面，威廉一世規定荷蘭語（Dutch）為王國官方語言，但南尼德蘭北部法蘭德斯（Flanders）地區的佛萊明人（Flemish）說的是和荷語有些微差別的佛萊明語，瓦隆區（Walloon）的瓦隆人在經歷法國 20 年統治下，也早已習慣說法語了。再加上威廉一世或許是害怕南尼德蘭用法語出版批評王國或國王的言論，因而對「出版自由」設下不少限制。
在種種因素下，南方自由派人士（同時也常是反教權主義者）與天主教人士難得站在同一陣線，反對威廉一世對當地的統治。終於，在先後歷經西班牙、奧地利、法國與荷蘭統治後，1830 年 11 月，甫成立一個月的比利時國家議會（Belgian National Congress）宣布脫離荷蘭統治，成立比利時王國。經過短短 15 年光景，南北尼德蘭再度分道揚鑣。往後數年間，荷蘭與比利時之間持續存在大小不等的戰爭。直到 1839 年，荷蘭國王威廉一世才正式簽署協議，接受兩個國家分開的事實。

### 1848年修憲─議會掌政
一旦威廉一世承認比利時已非荷蘭領土，他除了得面臨修憲調整國土疆界的事實，還得面對大環境的政治社會變遷。19 世紀 40 年代，自由主義當道，各國吹起一股革命風潮，向舊政府的保守勢力挑戰。1840 年，威廉一世卸下 27 年的王位，交給其子威廉二世繼承。當時，以下議院自由派健將托爾貝克為首的一批改革派人士，開始草擬新的憲法修正案。1844 年 12 月，托爾貝克等人曾於下議院提出一次修正案，但未獲上議院通過，國王也否決該次提案。
不過，隨著法國在 1848 年爆發「二月革命」，整個歐洲風起雲湧，革命浪潮席捲法國、奧地利、德國，連荷蘭境內的阿姆斯特丹跟海牙也出現暴動。聰明的威廉二世曉得，如果想保住王位、維護奧倫治家族的長治久安，勢必得接受某些改變，扭轉民眾對國王與皇室的保守印象才行。這一回，威廉二世給予托爾貝克領導的修憲委員會更多發揮空間。他自己雖然百般不願，但也只能接受國王權力遭到大幅削減的安排。
這次憲法修正案的特色，首先是打造出以下議院議會為權力核心的政體。上議院議員不再由國王指派，而由省議會選舉產生。下議院議員則直接由選舉產生（雖然當時選舉權仍掌握在有納稅的少數富人手中）。第二項重點，為確立各部部長與大臣負責的對象是議會而非國王，國王的決定需要大臣共同署名才具效力。這些變革進一步促使國王轉為扮演象徵性角色，而非實質統治者。
這次修憲，政治家托爾貝克功不可沒。原先主修古典文學與哲學的他，於 1831 年，獲得萊頓大學法學院任命為「歐洲外交與政治史」講座教授。在 1848 年憲法修正過後托爾貝克於過世前曾先後領導過三屆內閣（the cabinet），只是今天大家熟知的「首相」（Prime Minister）之職位名稱，在當時還不存在就是了。
至於被迫接受權力縮水的威廉二世，在位沒幾年便於 1849 年過世了。繼承王位的威廉三世曾試圖恢復若干國王權力，像是有權指派上議院代表，而部長也只需要向他負責，但這個夢想始終未能如願。
綜觀19世紀尼德蘭王國的發展，比利時在1830年獨立之後，盧森堡也緊隨其後。19世紀中，荷蘭相對於其鄰國（主要是和工業強國比利時相比）比較落後，一直到1870年代，才因為第二次工業革命的發生而促使經濟起飛，故19世紀末有時也被稱為「第二次黃金時代」。

## 20世纪

### 第一次世界大战
荷蘭在一戰中保持中立，但戰事末期仍使它深受其苦，因為遭受協約國連帶的貿易封鎖，大多數人失業貧困，少數人則一夜暴富而成暴發戶，使大多數人對比起來更難忍受失業貧窮。

### 1917年修憲
1917 年的荷蘭憲法改革，適逢第一次世界大戰期間，當時屬中立國的荷蘭，慶幸地沒有受到太多外力干擾。外頭的烽火，反倒協助國內嚴重分立的政黨團結起來、維繫各種共同利益。
自 1913 年開始，荷蘭國會分別由具代表性之政黨領袖們組成兩個委員會，討論起當時幾項重大的修憲議題。1917年，他們終於達成妥協，產出一份名為「偉大的1917協定」（The Great Pacification 1917）的文件。
該次修憲的要點在於：第一，引入23歲以上的男性普選權（女性普選權則在 1919 年通過）；第二，確立以比例代表制的模式組成國會；第三，維持國家對各級學校的財務資助，而教會學校也包含在內。
自1917年修憲過後，即便歷經第二次世界大戰與德軍佔領期間，荷蘭在憲法與政治制度沒有太多改變。如同學者描述的，荷蘭憲政制度通過了戰爭的試煉。雖然部分憲法內容曾受到短暫懷疑，各項制度在戰後幾乎完整地恢復為原本的面貌。

### 第二次世界大战
荷蘭在二戰中自1940年5月被納粹德國佔領直至1945年才被解放。

### 战后岁月
戰後，荷蘭經濟再度繁榮發展。荷蘭是比荷盧（比利時、荷蘭、盧森堡）經濟聯盟（Benelux）、歐洲經濟共同體/歐洲共同體（即今天的歐盟前身）和北約的成員。
1949年，荷兰承认印度尼西亚独立，失去了对荷属东印度的统治权。同年荷兰在西巴布亚建立荷属新几内亚。
於1954年12月15日，荷蘭通過《荷蘭王國章程》（Het Statuut），使荷蘭的原殖民地和屬地在王國內與荷蘭本土享有同等地位。自此荷蘭王國專指由荷蘭本土及其前殖民地組成部份的王國，而「荷蘭」則專指歐洲大陸荷蘭。
1962年10月，在美国压力下，荷兰将荷属新几内亚交付联合国托管，该地区后来并入印尼。
1986年，阿鲁巴脱离荷属安的列斯。
1975年，荷兰承认苏里南独立。
2010年，荷属安的列斯解体。
現時荷蘭王國包括四個部份，分別是歐洲大陸荷蘭、阿魯巴、庫拉索和荷屬聖馬丁，而博奈爾島、聖尤斯特歇斯島和薩巴島則併入荷蘭本土成為特別行政區。
戰後的荷蘭趨向世俗化，宗教對社會的影響日益減少，社會也漸趨開放及多元。2001年4月1日，荷蘭成為全世界首個同性婚姻合法化的國家。
政治方面，2002年前，大部分時間均由基督教民主呼籲、工黨及自由民主人民黨組成聯合政府。2002年後，右翼民粹主義政黨開始崛起。2006年11月22日，荷蘭舉行議會二院選舉。在150個議席中，基督教民主呼籲贏得41席，工黨取得32席，社會黨取得26席，自由民主人民黨取得22席。2007年2月22日，新一屆大臣會議宣誓就職，由基督教民主聯盟、工黨和基督教聯盟3黨組成，揚·彼得·巴爾克嫩德擔任首相。
2010年荷蘭大選，選舉結果，基督教民主呼籲減少至21席，自由民主人民黨增至31席，新成立的反伊斯蘭教自由黨取得24席。其後在自由黨支持下，基督教民主呼籲與自由民主人民黨組成中間偏右少數派政府。
2012年荷蘭大選，因自由黨不再支持聯合政府而提前大選，選舉結果，自由民主人民黨取得41席，工黨取得38席，自由黨減至15席，但維持第三大黨地位，其後自由民主人民黨與工黨組成大聯合政府。
2017年荷蘭大選，選舉結果，自由民主人民黨減至33席，自由黨增至20席，基督教民主呼籲及民主66各取得19席，社會黨及綠色左派各取得14席，選後結果七個月的談判，自由民主人民黨、基督教民主呼籲、民主66及基督教聯盟組成中間偏右聯合政府。

## 脚注
1. ↑  Van Zeist, W., , Nieuwe Drentse Volksalmanak, 1957, 75: 4–11
2. 1 2  . Canadian Museum of Civilization Corporation. 2001-07-05  [2009-06-01]. （原始内容存档于2007-03-09）.
3. ↑  L. P. Louwe Kooijmans - Trijntje van de Betuweroute, Jachtkampen uit de Steentijd te Hardinxveld-Giessendam, 1998, Spiegel Historiael 33, blz. 423-428, （页面存档备份，存于）
4. ↑   （页面存档备份，存于） L. P. Louwe Kooijmans - Trijntje van de Betuweroute, Jachtkampen uit de Steentijd te Hardinxveld-Giessendam, 1998, Spiegel Historiael 33, p.428: "Het wordt steeds duidelijker dat de agrarische transformatie van de prehistorische samenleving een zuiver inheems proces van zeer grote geleidelijkheid is geweest"
5. ↑  .   [2011-07-30]. （原始内容存档于2009-09-19）.
6. ↑  De spiegel van Swifterbant - Daan Raemakers, 2006, University of Groningen  (PDF).   [2007-08-23]. （原始内容 (PDF)存档于2008-04-10）.
7. ↑  Pre- & protohistorie van de lage landen, onder redactie van J.H.F. Bloemers & T. van Dorp 1991. De Haan/Open Universiteit. ISBN 90-269-4448-9, NUGI 644
8. ↑  Lanting, J.N. & J.D. van der Waals, (1976), "Beaker culture relations in the Lower Rhine Basin" in Lanting et al. (Eds) "Glockenbechersimposion Oberried 1974". Bussum-Haarlem: Uniehoek n.v.
9. ↑  The Encyclopedia of Indo-European Culture or EIEC, edited by J. P. Mallory and Douglas Q. Adams, published in 1997 by Fitzroy Dearborn, p93
10. ↑  According to the Dutch "Het Archeologisch Basisregister (ABR), versie 1.0 november 1992" , Elp Kümmerkeramik is dated BRONSMA (early MBA) to BRONSL (LBA), standardized by "De Rijksdienst voor Archeologie, Cultuurlandschap en Monumenten (RACM)" to a period starting at 1800 BC and ending at 800 BC.
11. ↑  .   [2011-08-01]. （原始内容存档于2012-01-04）.
12. ↑  1979: Nederland in de bronstijd, J.J. Butler
13. 1 2  Hermann Kinder and Werner Hilgemann, The Penguin Atlas of World History; translated by Ernest A. Menze ; with maps designed by Harald and Ruth Bukor. Harmondsworth: Penguin Books. ISBN 0-14-051054-0 1988 Volume 1. p.109.
14. ↑  The New Encyclopaedia Britannica, 15th edition, 20:67
15. ↑  Leo Verhart, Op zoek naar de Kelten, 2006,ISBN 90-5345-303-2, p. 81-82
16. ↑  The New Encyclopaedia Britannica, 15th edition, 22:641-642
17. ↑  Cunliffe, Barry. The Ancient Celts, pp. 39-67. Penguin Books, 1997.
18. ↑  Gemeente Maastricht (2008), Achtergrondinformatie bij de muntschat van Maastricht-Amby (pdf-file （页面存档备份，存于）)
19. ↑  Archeologiemagazine.nl 13 November 2008 - Unieke Keltische muntschat ontdekt in Maastricht
20. ↑  Joke Delrue, University Gent[來源請求]
21. ↑  Leo Verhart, Op Zoek naar de Kelten, Nieuwe archeologische ontdekkingen tussen Noordzee en Rijn, ISBN 90-5345-303-2, 2006, p. 67
22. ↑  Oude taaltoestanden in en om de Nederlanden. Een reconstructie met de inzichten van M. Gysseling als leidraad. In: Handelingen van de Koninklijke commissie voor Toponymie en Dialectologie. LXXV/2003
23. ↑  Leo Verhart. Op Zoek naar de Kelten, Nieuwe archeologische ontdekkingen tussen Noordzee en Rijn, 2006, p67. ISBN 90-5345-303-2.
24. ↑  Kamen, Henry.  3rd. Harlow, United Kingdom: Pearson Education. 2005. ISBN 0-582-78464-6. （原始内容存档于2017-03-29）.
25. ↑  荷蘭共和國興衰史，房龍著，河北教育出版社，2002年7月初版初刷，P8
26. ↑  History of Nations: Holland and Belgium Edited by Harold Claflin (P.F. Collier & Son Publishers: New York, 1907) p. 72.
27. ↑  John Lathrop Motley, The Rise of the Dutch Republic: Volume 1 (Harper & Bros, Publishers: New York, 1855) p. 213.
28. ↑  Albert Guerard, France, A Modern History (University of Michigan Press: Ann Arbor, 1959) pp. 134-136.
29. ↑  History of Nations: Holland and Belgium edited by Harold Claflin, p. 74
30. ↑  History of the Nations: Holland and Belgium edited by Harold 'Claflin, p. 74.
31. 1 2 3 4  History of Nations: Holland and Belgium edited by Harold Claflin, p. 74.
32. ↑  John Lathrop Motley, The Rise of the Dutch Republic: Volume 2 (Harper & Bros.: New York, 1855) pp. 106-111.
33. ↑  History of Nations: Holland and Belgium Edited by Harold Claflin, p. 104.
34. ↑  History of Nations: Holland and Belgium Edited by Harold Claflin (P.F. Collier & son Publishers: New York, 1907) p. 103.
35. ↑  John Lathrop Motley, The Rise of the Dutch Republic: Volume 2, p. 121
36. ↑  Ibid., p. 122.
37. ↑  History of Nations: Holland and Belgium, edited by Harold Claflin, p. 105.
38. ↑  Ibid.
39. ↑  John Lathrop Motley, The Rise of the Dutch Republic: Volume 2 p. 207.
40. ↑  荷蘭共和國興衰史，房龍著，河北教育大學出版社，2002年7月初版初刷，P9
41. ↑  劉黎，荷蘭舉行議會下院選舉 Archive.today的存檔，存档日期2012-07-28，新華網
42. ↑  劉黎，荷蘭基民盟贏得議會大選 Archive.today的存檔，存档日期2012-07-15，新華網
43. ↑  劉黎，荷蘭新政府宣誓就職 Archive.today的存檔，存档日期2012-07-17，新華網